# Maria Meißner
Maria Meißner (auch Maria Meissner; * 23. Mai 1903 als Charlotte Berta Marie Elise Meißner in Leddin; † 13. August 1986 in Berlin) war eine deutsche Schauspielerin.

## Leben
Maria Meißner arbeitete zunächst als Krankenschwester, bevor sie den Beruf aus gesundheitlichen Gründen aufgab. Sie war kurzzeitig als Auslandskorrespondentin tätig, entschied sich dann aber, ihrem Herzenswunsch zu folgen und nahm privaten Schauspielunterricht. Noch während der Ausbildung erhielt sie ihr erstes Engagement und stand in Berlin in Die Affäre Dreyfus und Die Hose auf der Bühne.
Ihren eigentlichen Durchbruch hatte sie erst beim Tonfilm. Darunter befanden sich 1931 die Spielfilme Der Herr Bürovorsteher von Hans Behrendt mit Felix Bressart, Hermann Thimig und Alfred Abel und 1935 Liselotte von der Pfalz in der Regie von Carl Froelich mit Dorothea Wieck, Hans Stüwe und Renate Müller. Im Jahr 1944 war sie in Der Majoratsherr von Hans Deppe mit Willy Birgel, Anneliese Uhlig und Ernst Sattler zu sehen.
Nach Kriegsende war sie noch bis 1949 an verschiedenen Berliner Bühnen (Theater am Kurfürstendamm, Komödie und Lustspielhaus) engagiert. Danach zog sie sich ins Privatleben zurück.
Von 1928 bis zur Scheidung 1933 war Maria Meißner mit dem 1942 von den Nazis im KZ Auschwitz ermordeten Regisseur Hans Behrendt verheiratet. Später heiratete sie Horst Millauer, einen Bezirksleiter der Berliner Zahlenlotterie. Sie starb 1986 im Bereich Havelhöhe des Städtischen Krankenhauses Spandau (heutiges Gemeinschaftskrankenhaus Havelhöhe).

## Filmografie (Auswahl)
- 1931: Der Herr Bürovorsteher
- 1932: Mein Freund, der Millionär
- 1932: Theodor Körner
- 1933: Das Tankmädel
- 1934: Die Abschieds-Symphonie
- 1934: Herr Kobin geht auf Abenteuer
- 1935: Punks kommt aus Amerika
- 1935: Liselotte von der Pfalz
- 1935: Liebeslied
- 1939: Inspektor Warren wird bemüht
- 1944: Der Majoratsherr